# Delga

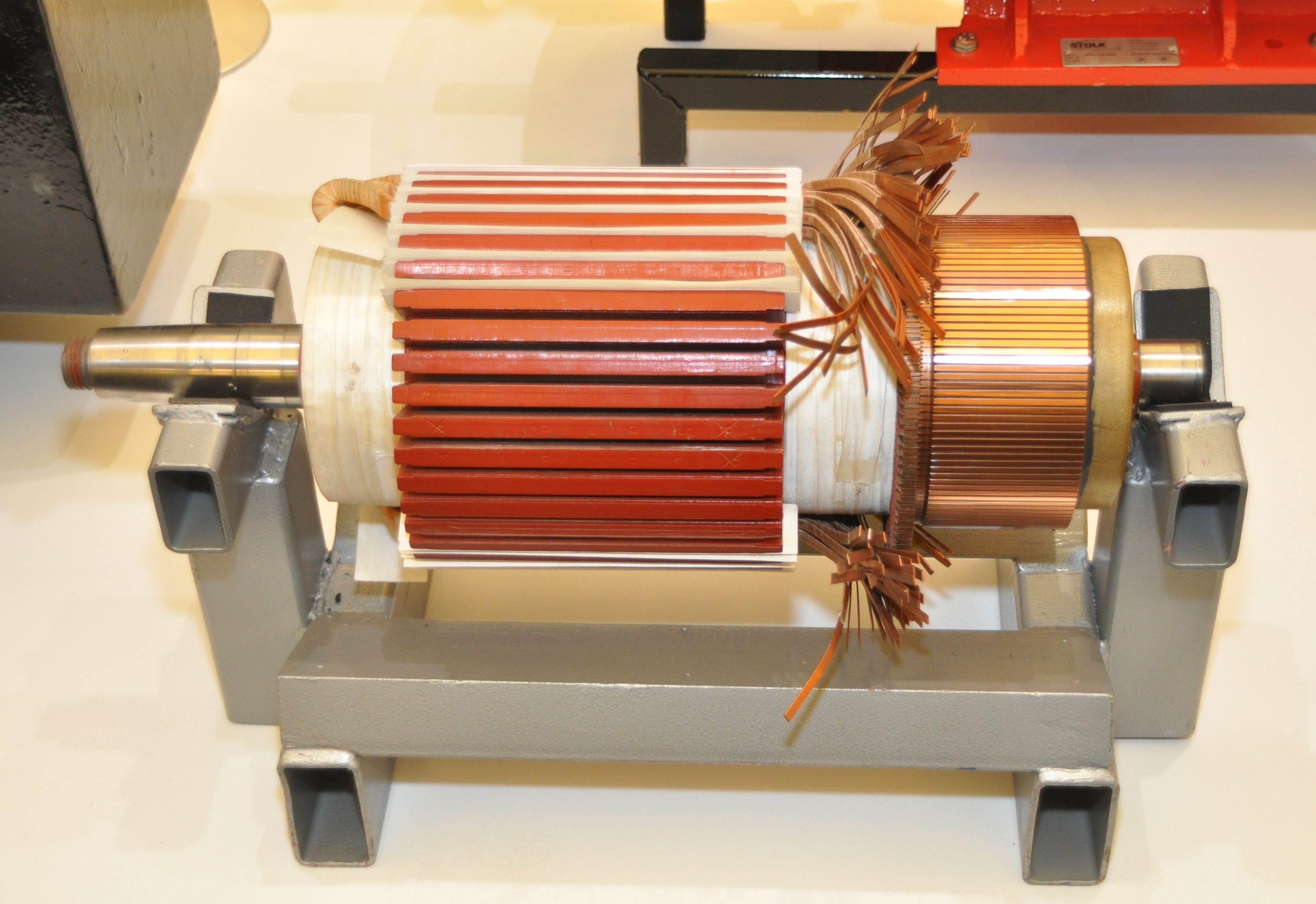
Rotor d'un motor elèctric, amb el bloc de delgues a la dreta (el cilindre petit).

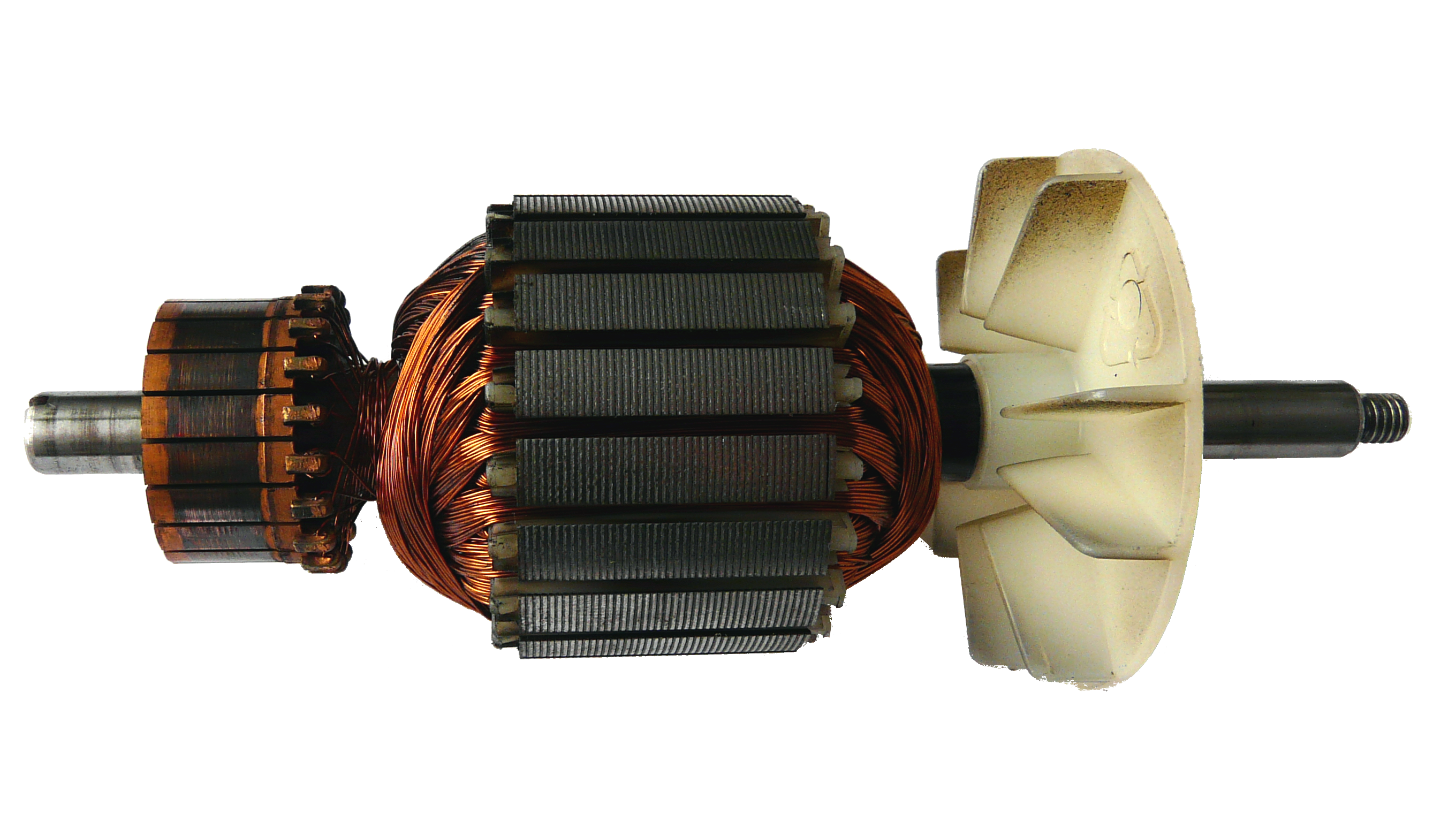
Rotor d'un motor de corrent altern, amb el bloc de delgues a l'esquerra (el cilindre petit)

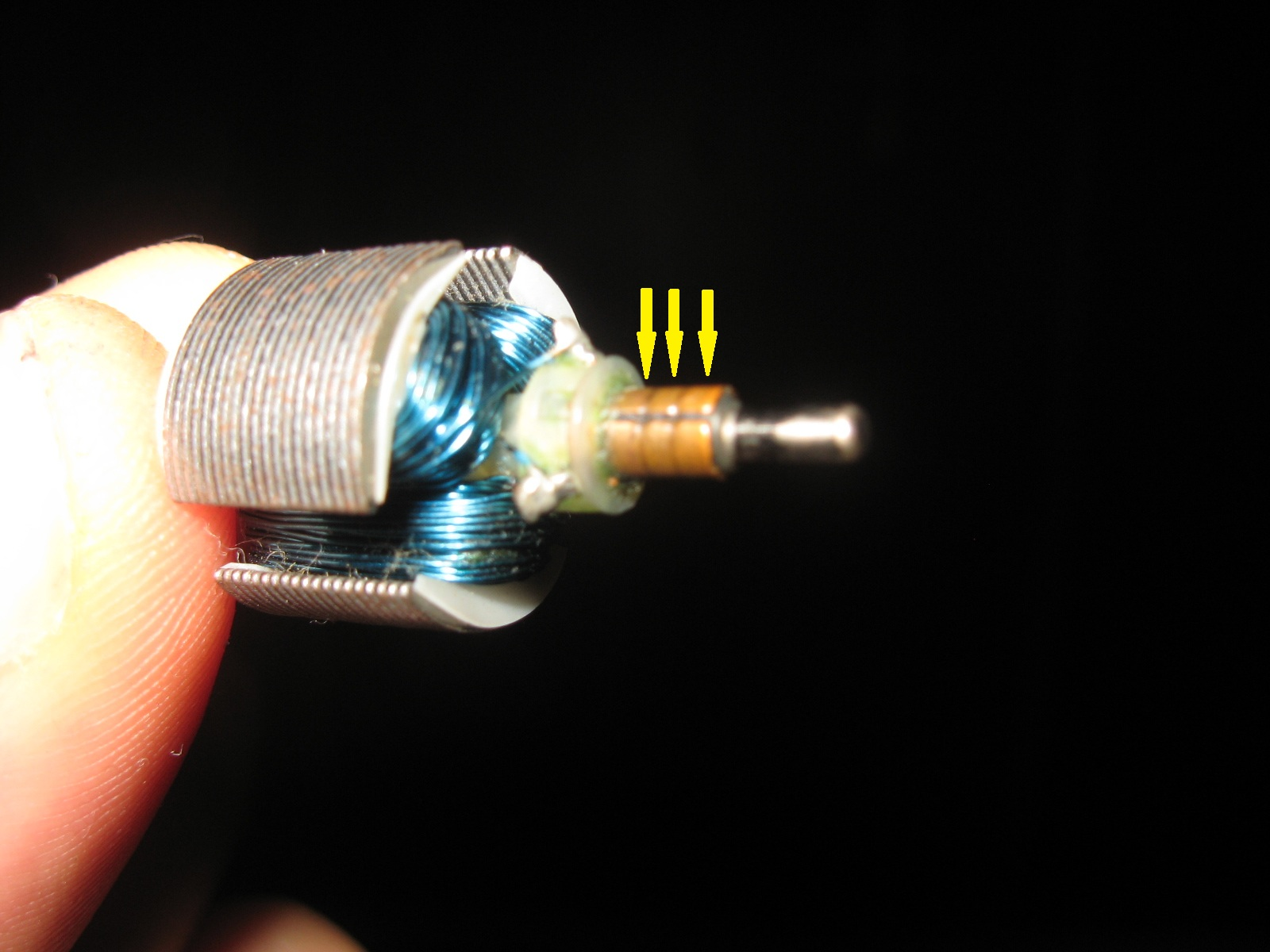
Delgues assenyalades en el commutador d'un rotor

La delga és cadascuna de les làmines, generalment de coure, aïllades les unes de les altres i connectades al seu torn als terminals de cadascuna de les bobines giratòries del rotor d'una màquina elèctrica o motor com motors, generadors, alternadors, etc...
Es fan servir doncs en les màquines elèctriques tant de corrent altern com de corrent continu, siguin aquestes generadors o motors per a establir una connexió elèctrica entre la part fixa o estator i les bobines de la part mòbil o rotor, el que es realitza mitjançant un element anomenat col·lector.

## Col·lector i escombretes
El col·lector consta d'un cilindre, concèntric a l'eix de gir i aïllat elèctricament d'aquest, format per una sèrie de làmines de coure que són les esmentades delgues. Per establir la connexió, es disposen uns blocs de carbó, anomenats escombretes, que mitjançant un ressort fan pressió sobre les delgues i condueixen l'electricitat cap a les bobines giratòries.